# Ɽ
Ɽ ، ɽ یا R ِ دنباله‌دار یکی از حروف الفبای لاتین است. ɽ در الفبای آوانگاری بین‌المللی نشان‌دهندهٔ فلپ برگشتی است. Ɽ در الفبای چندین زبان سودانی  از جمله هیبان، کوالیب، مورو و اتورو م‌باشد.